# Fédération européenne d'écologie
La Fédération européenne d'écologie (ou European Ecological Federation) est une organisation européenne dont l'objectif est de "permettre la coopération entre les sociétés écologiques européenne pour promouvoir les sciences de l'écologie en Europe".

## Membres
Les membres sont :
- Asociación Española de Ecología Terrestre, Espagne
- British Ecological Society (BES), Royaume-Uni
- Česká společnost pro ekologii, République tchèque
- Estonian Naturalists' Society, Estonie
- Gesellschaft für Ökologie, Allemagne, Autriche et Suisse
- Hellenic Ecological Society, Grèce
- Macedonian Ecological Society, Macédoine
- Magyar Ökológusok Tudományos Egyesülete, Hongrie
- Nederlands Vlaamse Vereniging voor Ecologie (Necov), Pays-Bas et Belgique
- Nordic Society Oikos, Suède
- Polish Ecological Society, Pologne
- Romanian Ecological Society, Roumanie
- Slovak Ecological Society, Slovaquie
- Sociatá Italiana di Ecologia, Italie
- Société française d'écologie (SFE), France
- Sociedade Portuguesa de Ecologia (SPECO), Portugal
- Swedish Society Oikos, Suède
- Turkish Ecological Society, Turquie

## Présidents
Les présidents successifs sont :
- R. J. Berry 1990-1992
- R. Bornkamm 1993-1995
- Piet Nienhuis 1995-1999
- John Pantis 1999–2002
- Pehr H. Enckell 2002-2006
- Stefan Klotz 2006–actuel